# Galina Iwanowna Ustwolskaja
Galina Iwanowna Ustwolskaja (russisch Галина Ивановна Уствольская, wissenschaftliche Transliteration Galina Ivanovna Ustvol'skaja; * 17. Juni 1919 in Petrograd (Sankt Petersburg); † 22. Dezember 2006 ebenda) war eine russische Komponistin.

## Leben
Ustwolskajas Mutter war Lehrerin und stammte aus einer verarmten adligen Familie. Ihr Vater war Rechtsanwalt und kam aus einer Priesterfamilie.
Ustwolskaja studierte von 1937 bis 1949 an der Musikfachschule bzw. am Rimski-Korsakow-Konservatorium in Leningrad. Dort unterrichtete der Komponist Dmitri Schostakowitsch, dessen Schülerin sie war. Der Beginn ihres Studiums fiel in die Zeit der Stalinschen Säuberungen.
Während des Weltkriegs wurde ihr Studium durch einen Dienst im Militärkrankenhaus unterbrochen. Während der Blockade Leningrads wurde sie mit anderen Studierenden des Konservatoriums nach Taschkent evakuiert. Sie unterrichtete von 1947 bis 1975 Komposition an der Musikfachschule des Rimski-Korsakow-Konservatoriums. Zeitgenossen beschreiben die Künstlerin als scheu, zurückgezogen, nahezu ängstlich.
Als Komponistin genoss Ustwolskaja in der Sowjetunion stets die Anerkennung ihrer Kollegen, aber nicht immer die Anerkennung der Sowjetregierung. Zunächst wurde sie als junge kreative Komponistin gepriesen, ihre „reife Technik“ und ihr „hervorragendes Feingefühl für orchestrale Farben“ wurden gelobt. Ihre Werke wurden prominent aufgeführt: Mit Der Traum des Stepan Rasin wurde viermal die Spielzeit der Leningrader Philharmonie eröffnet. Doch zwischen 1959 und 1971 komponierte sie kaum und nach dieser Pause begann sie, christlich konnotierte Musik zu komponieren: Es entstanden Sinfonien mit Titeln wie Jesus Messias, errette uns! oder Gebet. Aufgrund der antireligiösen Kulturpolitik der Sowjetunion wurden ihre Werke immer seltener aufgeführt, bis sie vollständig aus den Konzertsälen verschwanden. Manche Werke wie ihr Klavierkonzert wurden explizit verboten.

„Meine Werke sind nicht religiös, aber definitiv spirituell, weil ich alles von mir gegeben habe. Meine Seele, mein Herz.“

Im Ausland war Ustwolskaja bis in die 90er Jahre wenig bekannt, obwohl Komponisten wie Witold Lutosławski und besonders György Ligeti ihre Werke sehr hoch schätzten. Seit dem Zerfall der Sowjetunion gilt sie neben Sofia Gubaidulina als bedeutendste Komponistin Russlands im 20. Jahrhundert. Sie selber stand ihrer zunehmenden Bekanntheit misstrauisch gegenüber: so schrieb sie einer interessierten westlichen Schallplattenfirma, sie wolle hoffen, dass die geplante Veröffentlichung ihrer Aufnahmen nicht „bloß von ökonomischen Erwägungen“ motiviert sei.

### Ustwolskaja und Schostakowitsch
Von 1939 bis 1950 war Ustwolskaja in der Kompositionsklasse Dmitri Schostakowitschs, sie galt als Lieblingsschülerin des Komponisten, doch Ustwolskaja beklagte später, dass der berühmte Komponist sich niemals für ihre Werke einsetzte und ihrer systematischen Isolierung tatenlos zusah. Die Ursachen hierfür sind ungeklärt. Der Komponist Viktor Suslin schreibt:

„Es ist schon wahr, daß sie eine Schülerin von Schostakowitsch gewesen ist, aber nicht jeder Schüler kann sich damit brüsten, daß der Lehrer seine Themen in eigenen Kompositionen benutzt, ihm seine Handschriften schenkt und seine neuesten Werke zur Durchsicht schickt, um dessen Meinung dazu kennenzulernen.“

In einem Brief an Ustwolskaja schrieb Schostakowitsch: „Nicht Du befindest Dich unter meinem Einfluß, sondern ich mich unter Deinem.“. Der Komponist sagte den Werken Ustwolskajas weltweite Anerkennung voraus. Doch die Wertschätzung war nicht gegenseitig, Ustwolskaja machte kein Geheimnis daraus, dass sie seine Musik nicht mochte und sie nichts von Künstlern hielt, die Hunderte von Werken herausgeben, Schostakowitsch eingeschlossen. Seine Musik werde mit der Zeit verblassen, prognostizierte sie in einem Interview.

## Musikalisches Schaffen

### Komponieren als Selbstzweck
Ustwolskaja lehnte Auftragsarbeiten ab. Als sie in finanzielle Not geriet, komponierte sie „Gebrauchsmusik“, versah aber diese Partituren mit dem Vermerk Für Geld, und sie nahm keines dieser Werke in ihre Werkliste auf. Falls ihr eine ihrer Kompositionen mit der Zeit missfiel, hat sie sie vernichtet oder sie vernichten lassen. Ihre Werkliste umfasst nur 25 Werke und ergibt eine Gesamtspielzeit von weniger als 7 Stunden.

### Stil
Charakteristisch ist die „Zeugung“ der Musik aus einer „Keimzelle“: Ein kurzer Intonationskern steht zu Beginn, aus diesem entwickelt sich die Musik, zuweilen monothematisch. Eine restriktive Auswahl der Ausdrucksmittel sorgt für ungewöhnliche Besetzungen, zum Beispiel Klavier, Piccoloflöte und Tuba. Typischerweise wird dabei die Ausdrucksmöglichkeit eines jeden Instruments ausgeschöpft.
Keine „Minimal Music“
Einige Charakteristika der Musik Ustwolskajas sind auch bei ihren engsten Kollegen zu finden. Dorothea Redepenning listet auf: Vorliebe für disparate Klangfarbenkombinationen, das Schreiben ohne Taktstriche, das Einbeziehen orthodoxer Melodien, das Aussparen der Mittellage und der mittleren Dynamik. Auch massige Klangwirkungen und Cluster sind bei Alfred Schnittke oder Arvo Pärt keine Seltenheit.
Die Einzigartigkeit liegt eher in einer alles umfassenden Kargheit gepaart mit einer majestätischen Wirkung begründet: Wenige Motive, wenige Noten, wenige Instrumente, die aber einen monumentalen Klang erzeugen und eine intim-erhabene Atmosphäre evozieren. Ihre Musik ist unabhängig von der kargen Besetzung für große, andachtsvolle Räume wie Kirchen konzipiert,  denn wie bei Gija Kantscheli wird auch bei Ustwolskaja Stille zu Musik. Bezeichnend für die Kargheit ist ihre 4. Sinfonie: Vier Musiker, kaum 7 Minuten Spieldauer, aber in ihrer Wirkung wie eine Sinfonie.
Trotz Kargheit klingt Ustwolskajas Musik niemals wie die sogenannte Minimal Music: Wiederholungen stehen bei Ustwolskaja nicht im Dienste der Harmonie, sondern der Dissonanz und vermitteln meistens Gefühle wie Agonie, Angst oder Auflehnung. Dazu kommt eine Vielfalt von scharfen Kontrasten, wie sie selbst bei Kantscheli selten vorkommen. Ein weiteres Charakteristikum ihrer Musik, die sie beispielsweise von Pärts Musik klar unterscheidet, ist ihre Neigung zur Punktualität: punktuelle scharfe Töne statt lange weiche Töne.

### Mythos Ustwolskaja
Ustwolskaja äußerte sich selten zu ihren eigenen Werken. Es gibt aber drei berühmte Zitate:
- Als Komponistin mehrerer Sonaten für Klavier solo, mehrerer Duette und Trios und einer Sinfonie für nur vier Musiker, sagte sie:

„Der innere Gehalt meiner Musik schließt den Begriff Kammermusik aus.“

- Als Komponistin von 5 Sinfonien sagte sie:

„Es gibt bei mir keine symphonische Musik - im üblichen Sinne des Wortes. Aber es gibt Symphonien.“

- Endgültig zur Mythos-Bildung dient das berühmteste Zitat. Jenes Zitat, das ihre Musik „per Dekret der Ratio“[20] entzieht:

„Alle diejenigen, die meine Musik wirklich lieben, bitte ich, auf eine theoretische Analyse zu verzichten.“

## Ehrungen
- Wiener Festwochen Hommage an Galina Ustwolskaja 31. Mai bis 1. Juni 2014
- Peter Leipold und Patricia Hase gründeten zu Ehren der Komponistin das Galina-Orchester
- musica-viva-Sonderkonzert „Galina Ustwolskaja zum 100. Geburtstag“ am 21. November 2019 im Münchner Herkulessaal[21]

## Werke

### KlavierSolo
- Zwölf Präludien (1953, UA 1968)
- 1. Sonate (1947, Erstdruck 1989)
- 2. Sonate (1949, Erstdruck 1989)
- 3. Sonate (1952, Erstdruck 1989)
- 4. Sonate (1957, Erstdruck 1989)
- 5. Sonate (1986, Erstdruck 1989)
- 6. Sonate (1988, Erstdruck 1989)

### DuosundTrio
- Trio für Klarinette, Violine und Klavier (1949, Erstdruck 1970)
- Sonate für Violine und Klavier (1952, Erstdruck 1974)
- Großes Duett für Violoncello und Klavier (1959, Erstdruck 1973, 1991 bei den Weltmusiktagen der Internationalen Gesellschaft für Neue Musik ISCM in Zürich aufgeführt).[22]
- Duett für Violine und Klavier (1964, Erstdruck 1977)

### Ensemble
- Oktett für 2 Oboen, 4 Violinen, Pauken und Klavier (1949/50, Erstdruck 1972)
- Komposition Nr. 1 für Piccoloflöte, Tuba und Klavier (1970/71, Erstdruck 1976) Dona nobis pacem
- Komposition Nr. 2 für 8 Kontrabässe, Holzwürfel und Klavier (1972/73, Erstdruck 1980) Dies irae
- Komposition Nr. 3 für 4 Flöten, 4 Fagotte und Klavier (1974/75, Erstdruck 1978) Benedictus, qui venit

### Symphonien
- 1. Symphonie (1955, Erstdruck 1972)
- 2. Symphonie (1979, Erstdruck 1982) Wahre, ewige Seligkeit
- 3. Symphonie (1983, Erstdruck 1990) Jesus, Messias, errette uns
- 4. Symphonie (1986, Erstdruck 1991) Gebet
- 5. Symphonie (1990, Erstdruck 1993) Amen

### AndereOrchesterwerke
- Konzert für Klavier, Pauken und Streichorchester (1946, Erstdruck 1967)
- Der Traum des Stepan Rasin (1949, Erstdruck 1963)
- Suite für Orchester (1955, Erstdruck 1958)
- Symphonische Dichtung Nr. 1 (1958, Erstdruck 1961)
- Symphonische Dichtung Nr. 2 (1959, Erstdruck 1965)

Nachträglich hat die Komponistin die symphonischen Dichtungen 1 und 2 als ein Werk gezählt, und Der Traum des Stepan Rasin fand auch erst nachträglich Eingang in ihr Werkverzeichnis, sodass in manchen Quellen nur 23 Werke Ustwolskajas gezählt werden statt wie hier 25.

## CDs
- Octet. Sinfonie 5 und Oktett mit Kathryn Stott und Sergei Leiferkus. Conifer Records 1994
- Ustvolskaya: Compositions I-III. Schönberg Ensemble, de Leeuw. Philips 1995
- Sonata no.6, in LISZT INSPECTIONS, Marino Formenti. Kairos 2013
- Piano Sonatas 1-6. Markus Hinterhäuser. col legno Musikprod 1998
- Galina Ustvolskaya: Dies Irae, Grand Duet. Wergo 2011
- Galina Ustvolskaya: Sonata for Violin and Piano. (Enthält Trio und Duett für Violine und Piano). Mit Patricia Kopatchinskaja und Markus Hinterhäuser. ECM Records 2014
- Klavierkonzert mit Patricia Hase und Peter Leipold, K&K Verlagsanstalt 2016
- Works for piano and Orchestra: Ustvolskaya, Silvestrov, Kancheli. Mit Elisaveta Blumina und Thomas Sanderling. Grand Piano 2016